# Euphorbia connata
Euphorbia connata är en törelväxtart som beskrevs av Pierre Edmond Boissier. Euphorbia connata ingår i släktet törlar, och familjen törelväxter.
Artens utbredningsområde är Iran. Inga underarter finns listade i Catalogue of Life.